# Звездочётов, Константин Викторович
Константин Викторович Звездочётов (род. 22 сентября 1958, Москва) — российский художник, один из основателей арт-группы «Мухоморы».

## Биография
Родился в 1958 году в Москве. С 1976 по 1981 год учился на постановочном факультете Школы-студии МХАТ. В 1978 году выступил одним из основателей арт-группы «Мухоморы», в деятельности которой принимал активное участие до 1984 года. В 1986 году инициировал создание группы «Чемпионы мира» (совместно с Г. Абрамишвили и Б.Матросовым). Издавал литературно-художественный альманах «Ночная жизнь».

## Работы находятся в собраниях
- Государственная Третьяковская галерея, Москва.
- Государственный центр современного искусства, Москва.
- Московский музей современного искусства, Москва.
- Музей АРТ4, Москва.
- Новый музей, Санкт-Петербург.
- Самарский областной художественный музей, Самара.
- Музей Джейн Вурхис Зиммерли, коллекция Нортона и Нэнси Додж, Рутгерский университет, кампус Нью-Брансуик, Нью-Джерси, США.
- Колодзей Арт Фонд, Хайланд-парк, Нью-Джерси, США.
- Музей современного искусства MUKHA, Антверпен, Бельгия.
- Центр современного искусства Луиджи Печчи, Прато, Италия.
- Музей изобразительного искусства Мучарнок, Будапешт, Венгрия.
- Модерна Галерея, Восточноевропейский музей современного искусства, Любляна, Словения.
- Бахчисарайский дворец-музей, Бахчисарай, Украина.
- Собрание Игоря Маркина, Москва

## Персональные выставки
- 2016 — Музей АРТ4, Москва
- 2009 — «Не выдержал». Московский музей современного искусства, Москва.[1]
- 2009 — «Нормальная цивилизация». XL Галерея, Москва.
- 2005 — «Утраты». XL Галерея, Москва.[2]
- 2003 — «Адская боль монстров, или Годы вашего времени». Галерея WAM, Москва.
- 2003 — «Война и мир» (совм. с А.Савко). Галерея Петра Войса, Москва.
- 1997 — «Раз картошка, два картошка». XL Галерея, Москва.
- 1996 — «Ночной Бойс или Нерусские мальчики» (совм. С. Епихиным). XL Галерея, Москва.
- 1996 — «Бабцы Факосы». XL Галерея, Москва.
- 1996 — «Прилежание» (совм. с Г. Литичевским). Галерея «Spider&Mouse», Москва.
- 1995 — «Выбравшим пепси». XL Галерея, Москва.
- 1994 — «Артисты метростроевцам» (совм. с Ю. Непринцевым). Галерея «Риджина», Москва.
- 1992 — «Старое эхо» (совм. с Л. Резун-Звездочетовой). Музей современного искусства, Женева, Швейцария.
- 1992 — «Дхармендра». L Галерея, Москва.
- 1991 — «Sangria di artista». Galena Carini, Флоренция, Италия.
- 1984 — «Для души и тельца» (совм. с Н. Алексеевым). Галерея «АПТАРТ», Москва.
- 1983 — «Декоратор и жизнь». Галерея «АПТАРТ», Москва.
- 1982 — «Выставка живописи». Галерея «АПТАРТ», Москва